# Costa Coffee
Costa Limited, с търговско име Costa Coffee, е верига кафенета със седалище в Лудуотър, Бъкингамшър, Англия, която оперира в Обединеното кралство и 37 други държави.
Costa Coffee е основана в Лондон през 1971 г. от Серджо Коста като компания за търговия на едро с печено кафе за заведения за обществено хранене и специализирани италиански кафенета. През 1995 г. е придобита от Whitbread, след което през януари 2019 г. е продадена на The Coca-Cola Company в сделка на стойност 4,9 млрд. щ.д. и се разраства до 3401 магазина в 31 държави и 18 412 служители. Бизнесът има 2121 ресторанта в Обединеното кралство, над 6000 вендинг автомата Costa Express и още 1280 обекта в чужбина, включително 460 в Китай.
Costa е втората по големина верига кафенета в света и най-голямата в Обединеното кралство.

## История
Роденият в Италия британски бизнесмен Серджо Коста основава пекарна за кафе на Фенчърч Стрийт, Лондон, през 1971 г., като снабдява местни заведения за хранене. Семейството се премества в Англия от Парма, Италия, през 50-те години на XX век. Коста се насочва към продажбата на кафе и отваря първия си магазин във Воксхол Бридж Роуд, Лондон, през 1981 г.
До 1995 г. веригата Costa Coffee има 41 магазина в Обединеното кралство, и е придобита от Whitbread, най-големия оператор на хотели и кафенета в Обединеното кралство, като се превръща в изцяло притежавано дъщерно дружество. През 2009 г. Costa открива своя 1000-ен магазин в Кардиф. През декември 2009 г. Costa Coffee се съгласява да придобие полската верига Coffeeheaven за 36 млн. паунда, добавяйки 79 магазина в Централна и Източна Европа.
През 2018 г. Whitbread се сблъсква с натиска на двама от най-големите си акционери – активистката група Elliott Advisers и хедж фонда Sachem Head – да продаде или раздели Costa Coffee, като теорията е, че отделните бизнеси ще струват много повече, отколкото когато са само една компания. На 25 април 2018 г. Whitbread обявява намерението си в рамките на две години да отдели напълно Costa. На 3 януари 2019 г. компанията Coca-Cola купува Costa Coffee за 4,9 милиарда щ.д.
През март 2020 г. всички кафенета в Обединеното кралство са затворени за неопределено време поради пандемията COVID-19. В края на май някои клонове отново отварят врати за поръчки за вкъщи (takeaway) или за шофьори без слизане от колите (drive-through). През 2022 г. Costa Coffee прекратява раздаването на наградата Costa Book Awards, което Whitbread учредява 51 години по-рано. В края на юли 2022 г. Джил Макдоналд се оттегля от поста главен изпълнителен директор на компанията и е наследена от Филип Шайле през април 2023 г.

## Продукти
В кафетата на Costa се продават топли и студени напитки, сандвичи, торти и сладкиши, както и закуски. През 2020 г. марката си сътрудничи с три марки шоколад на Nestlé (Quality Street, After Eight и Terry's) за някои от лимитираните си коледни напитки.
През май 2017 г. Costa мести пекарната си за кафе от Ламбет в Базилдън, Есекс, с инвестиция от 38 млн. лири, като увеличава годишния си капацитет за печене на кафе от 11 000 на 45 000 тона.
В Costa Coffee работи като дегустатор Дженаро Пелича, който през 2009 г. застрахова езика си за 10 млн. паунда в Lloyd's of London.
През 2020 г. Costa Coffee започва да предлага кафе в кутии и айскафе.